# Dolno Linevo, Montana
Dolno Linevo (în bulgară Долно Линево) este un sat în comuna Lom, regiunea Montana,  Bulgaria. 

## Demografie
Componența etnică a satului Dolno Linevo
     Romi (2,36%)
     Bulgari (96,85%)
     Nicio identificare (0,78%)
     Altele (0%)
La recensământul din 2011, populația satului Dolno Linevo era de 254 locuitori. Din punct de vedere etnic, majoritatea locuitorilor (96,85%) erau bulgari, cu o minoritate de romi (2,36%). Pentru 0,78% din locuitori nu este cunoscută apartenența etnică.